# Eduardo Val

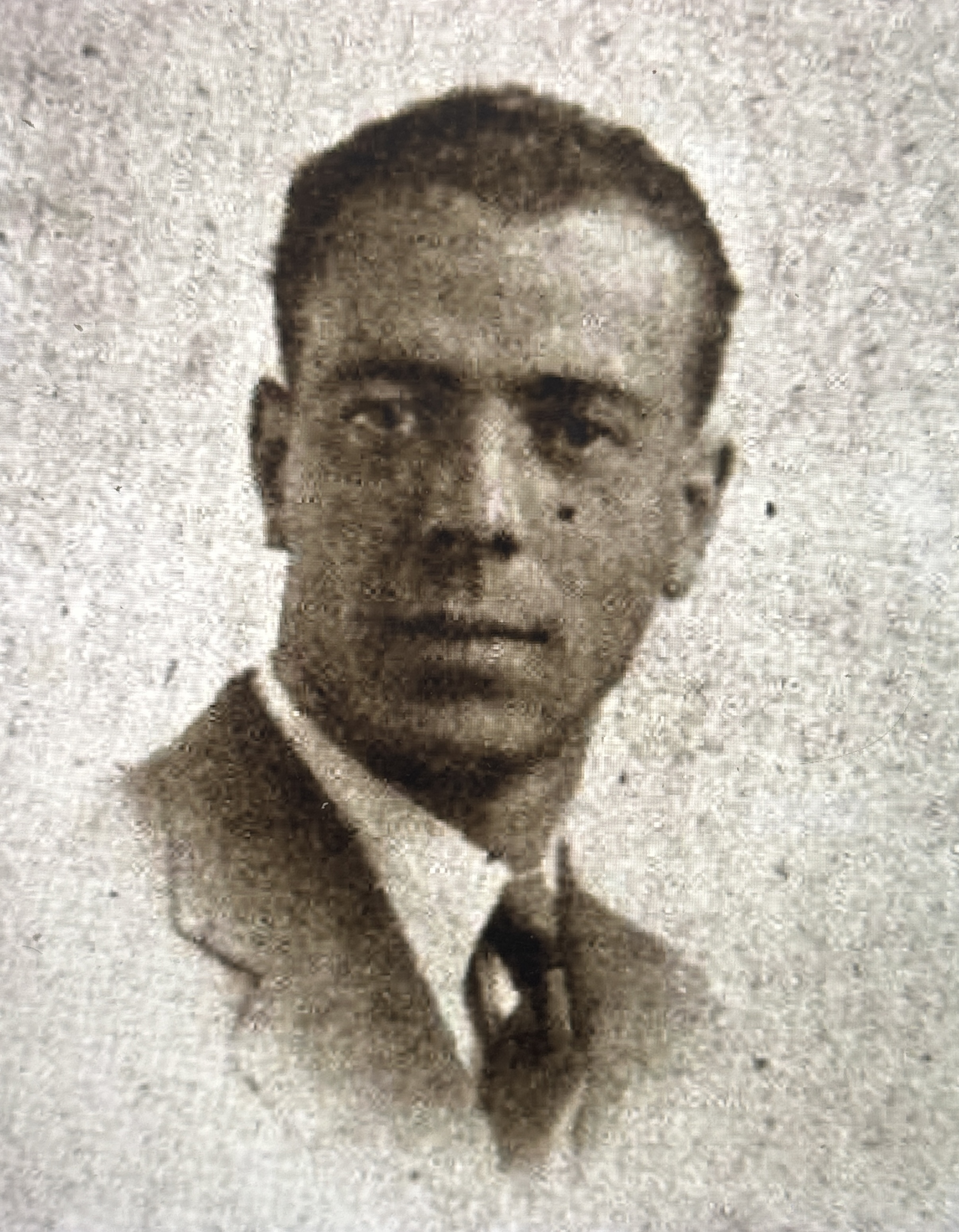

Eduardo Val Bescós (La Coruña, 1906-Argentina, 1992) fue un sindicalista y revolucionario anarquista español.
Presidente del Sindicato de Hostelería de la CNT, fue secretario del Comité Regional de Defensa de la CNT durante la guerra civil española. A sus órdenes estuvo Cipriano Mera, consiguiendo detener la rebelión militar en Cuenca. Se esforzó en transformar las primitivas Milicias Confederales en 5 divisiones militares disciplinadas. Participó en la Sublevación de Jaca en 1930. El general Miaja confiaba en él, siendo uno de sus consejeros en la defensa de Madrid, y siendo uno de los mejor informados de lo que sucedía en los frentes del Centro y el Sur.
El 5 de marzo de 1939 se constituyó el Consejo Nacional de Defensa, para separar a Negrín y a los comunistas del poder, y negociar con Franco el final de la guerra. En dicho consejo Eduardo Val ocupó la cartera de Obras Públicas en representación de la CNT.
Tras la derrota se exilia primero a Inglaterra, se traslada posteriormente a Francia, donde participó en la lucha clandestina con Manuel González Marín y Olegario Pachón Núñez. Es apresado por los nazis en octubre de 1941, con Manuel Gonzalez, y encarcelado en la prisión de Saint-Michel de Toulouse. Posteriormente inicia un tortuoso periplo por varios campos de concentración y consigue huir, incorporándose a la 9.ª Compañía de Leclerc, la primera que entró en París.
Nunca regresó a España, marchó a Argentina, donde continuó su actividad política, siendo representante del gremio de panaderos. A pesar de encontrarse fuera de España fue procesado y condenado a cadena perpetua por el Tribunal Especial para la Represión de la Masonería y el Comunismo. Prosiguió su actividad en el gremio de navales. Con su muerte en 1992 desapareció el último superviviente del Consejo Nacional de Defensa.